# Job Adriaensz. Berckheyde

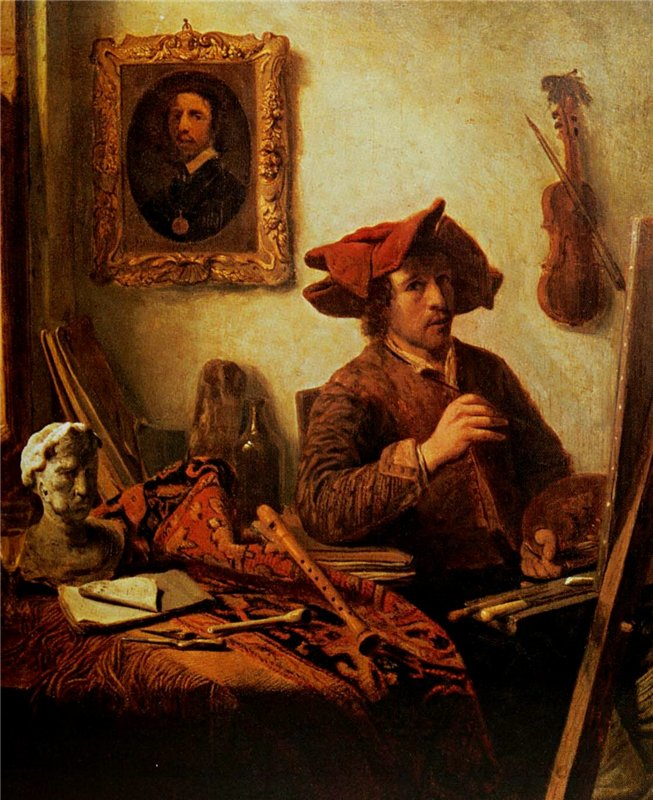
El pintor en su taller, firmado y fechado «H. Berckheyde 1675», óleo sobre tabla, 36 x 30,7 cm, Florencia, Galleria degli Uffizi. En la pared cuelga una versión en espejo del Autorretrato oval del Frans Hals Museum.

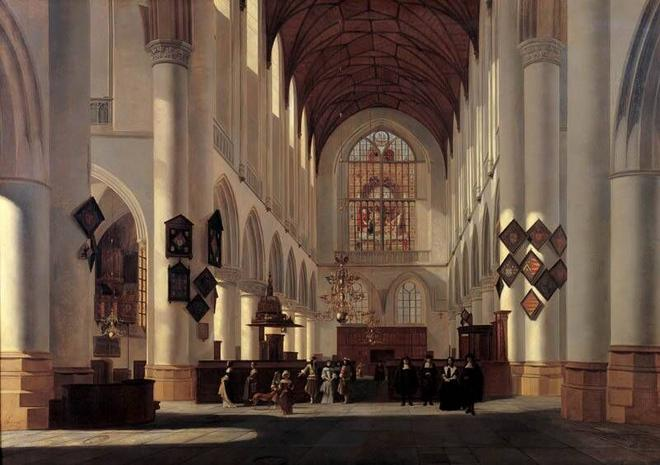
Interior de la iglesia de San Bavón en Haarlem, óleo sobre lienzo, 109 x 154,5 cm, Haarlem, Frans Hals Museum.

Job Adriaensz. Berckheyde  (Haarlem, 1630-1693) fue un pintor barroco neerlandés especializado en la pintura de vistas urbanas y arquitecturas. 

## Biografía
Hijo de un carnicero, fue bautizado en Haarlem el 27 de enero de 1630. En noviembre de 1644 entró como aprendiz en el taller de Jacob Willemsz. de Wet. Diez años después abonó su cuota de inscripción en el gremio de San Lucas de Haarlem, aunque es posible que fuese pintor independiente desde algo antes pues consta que en octubre de 1653 Van Meldert, un conocido marchante de Ámsterdam le debía dinero. Según Arnold Houbraken, en fecha indeterminada viajó a Alemania con su hermano menor, Gerrit Adriaensz. Berckheyde. Recorrió Colonia, Manheim, Bonn, Treveris y Heidelberg donde trabajó para el príncipe elector del Palatinado, Carlos Luis que le gratificó con la medalla que lleva al cuello en el autorretrato del Frans Hals Museum. En 1659 los hermanos se encontraban de regreso en Haarlem donde residieron y trabajaron hasta su muerte, aunque según alguna fuente en 1688 se inscribió en la guilda de San Lucas de Amberes donde podría residir desde tres años antes.
Pintor versátil, además de las vistas de ciudades y de los interiores arquitectónicos en los que se demuestra seguidor de Emanuel de Witte, tomando como modelo frecuentemente la iglesia de San Bavón de Haarlem, pintó escenas de género y bíblicas (José recibe a sus hermanos en Egipto, 1669, Frans Hals Museum), retratos, como su Autorretrato de los Uffizi de Florencia, e incluso algún bodegón con posibles connotaciones de vanitas.